# Prijedor
Prijedorⓘ (serbisch-kyrillisch Приједор) ist der Verwaltungssitz der gleichnamigen Opština (Großgemeinde) im nordwestlichen Teil Bosnien und Herzegowinas. Sie gehört zur Entität Republika Srpska.

## Geografie
Der nördliche Teil der Gemeinde beinhaltet zum größten Teil das Kozara-Gebirge mit dem gleichnamigen Nationalpark, während sich südlich der Stadt eine landwirtschaftlich genutzte Ebene, das sogenannte Prijedorfeld (Prijedorsko polje), befindet.
Die Stadt Prijedor liegt am nördlichen Rand des Prijedorfeldes. Sie liegt auf rund 136 m. i. J. am Fluss Sana, rund 48 Kilometer nordwestlich von Banja Luka und rund 110 Kilometer südöstlich von Zagreb.
Die Gemeinde hat eine Fläche von 834 km².

### Klima
Es herrscht ein gemäßigtes kontinentales Klima mit den für Europa üblichen vier Jahreszeiten.  Die maximalen Temperaturen reichen von −30 bis +40 °C. Die Niederschlagsmenge beträgt rund 1000 L/m². Durchschnittlich fällt an 26 Tagen Schnee, welcher rund 40 Tage liegenbleibt. Aufgrund des nahegelegenen Fischweiers Ribnjak Saničani und dem Fluss Sana bilden sich bis zu 80 Nebeltage pro Jahr.

### Gemeindegliederung
In der Gemeinde Prijedor gibt es insgesamt 71 Ansiedlungen, die in 48 sogenannten Mjesne zajednice (örtliche Gemeinschaften) zusammengefasst sind. Die Ansiedlungen sind:
Ališići, Babići, Bistrica, Bišćani, Božići, Brđani, Brezičani, Briševo, Busnovi, Cikote, Crna Dolina, Čarakovo, Čejreci, Čirkin Polje, Ćela, Dera, Donja Dragotinja, Donja Ravska, Donji Garevci, Donji Orlovci, Donji Volar, Gaćani, Gomjenica, Gornja Dragotinja, Gornja Jutrogošta, Gornja Puharska, Gornja Ravska, Gornji Garevci, Gornji Jelovac, Gornji Orlovci, Gornji Volar, Gradina, Hambarine, Hrnići, Jaruge, Jelićka, Jugovci, Kalajevo, Kamičani, Kevljani, Kozarac, Kozaruša, Krivaja, Lamovita, Ljeskare, Ljubija, Malo Palančište, Marićka, Marini, Miljakovci, Miska Glava, Niševići, Ništavci, Omarska, Orlovača, Pejići, Petrov Gaj, Prijedor, Rakelići, Rakovčani, Raljaš, Rasavci, Rizvanovići, Saničani, Šurkovac, Tisova, Tomašica, Trnopolje, Veliko Palančište, Zecovi und Žune.

## Geschichte

Die Stadt vor 100 Jahren

Zeugnisse aus der Frühgeschichte deuten darauf hin, dass es auf dem Gebiet der Stadt schon zu Zeiten des Römischen Reiches Siedlungen gab. In Ljubija gibt es Funde aus römischer Zeit, als Beleg für eine damals existierende Eisenproduktion in der Region. Auch in Zecovi wurde ein illyrischer Begräbnisplatz gefunden. Erstmals erwähnt wurde Prijedor als Grundfestung in Briefen des Grafs Adam Bacani aus der Zeit des sogenannten Wiener Krieges in den Jahren 1683 bis 1699.

Während des Bosnienkrieges nahmen ab Mai 1992 serbische Truppen sogenannte ethnische Säuberungen an der muslimischen und kroatischen Zivilbevölkerung vor und verübten Massaker. In der Nähe befanden sich die Lager Omarska, Keraterm und Trnopolje. In der Umgebung von Prijedor wurden zwischen 4000 und 5000 Bosniaken (85 %) und Kroaten (15 %) ermordet.
Im Jahr 2013 wurde in einer stillgelegten Mine nahe der Ortschaft Tomašica ein Massengrab mit den Überresten von 430 Menschen, hauptsächlich Bosniaken, aber auch Kroaten, entdeckt. Ab Juli 2015 sind in der Ortschaft Jakarina Kosa Leichenteile in bis zu 5 m Tiefe gefunden worden, ein sekundäres Massengrab von vermutlich um 1992 Ermordeten.

### Bevölkerungsentwicklung
In der Gemeinde leben 97.588 Einwohner, in der eigentlichen Stadt Prijedor 65.000 Menschen. Auf dem Gebiet der Gemeinde wohnten etwa 17.000 Menschen, die während des Bosnienkrieges geflohen waren.
In Prijedor lebten vor dem Ausbruch des Krieges vor allem Jugoslawen, Bosniaken, Kroaten und Serben. Der größte Teil der bosniakischen und kroatischen Bevölkerung floh während des Bosnienkriegs oder wurde vertrieben. Nach dem Krieg sind ungefähr 24.000 Bosniaken und Kroaten wieder zurückgekehrt. Die bosnischen Serben bilden heute die Mehrheit der Bevölkerung, Minderheiten sind neben Bosniaken und Kroaten sowie Roma auch Tschechen, Ukrainer, Rumänen und Slowenen.
|      | Serben           | Bosniaken        | Kroaten        | Jugoslawen      | andere         |
| ---- | ---------------- | ---------------- | -------------- | --------------- | -------------- |
| 1971 | 46.487 (47,47 %) | 39.190 (40,02 %) | 8.845 (9,03 %) | 1.458 (1,48 %)  | 1.941 (2,00 %) |
| 1981 | 45.279 (41,59 %) | 42.129 (38,69 %) | 7.297 (6,70 %) | 10.556 (9,69 %) | 3.607 (3,33 %) |
| 1991 | 47.745 (42,45 %) | 49.454 (43,97 %) | 6.300 (5,60 %) | 6.371 (5,66 %)  | 2.600 (2,32 %) |

## Wirtschaft

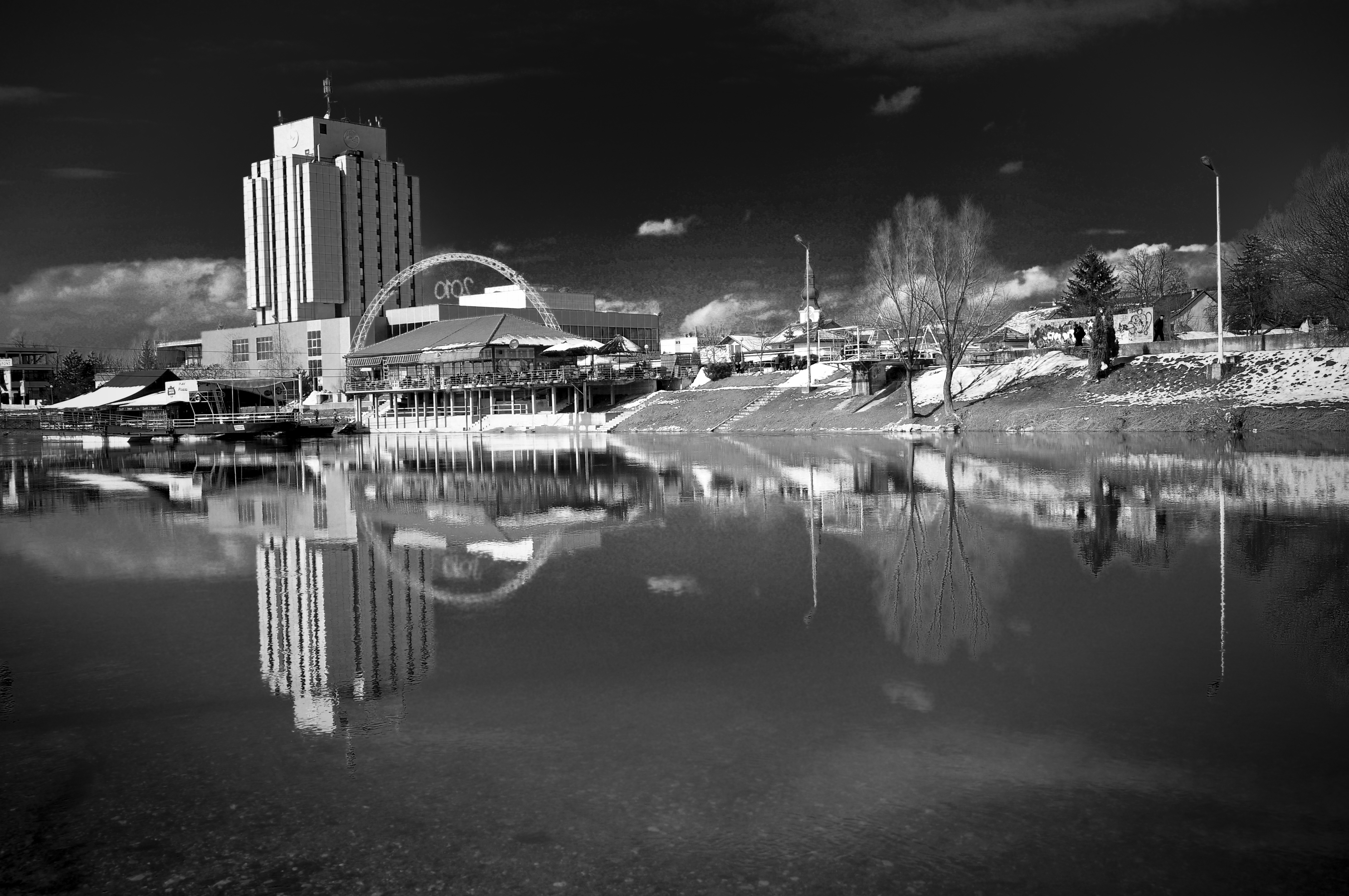
Das Hotel Prijedor

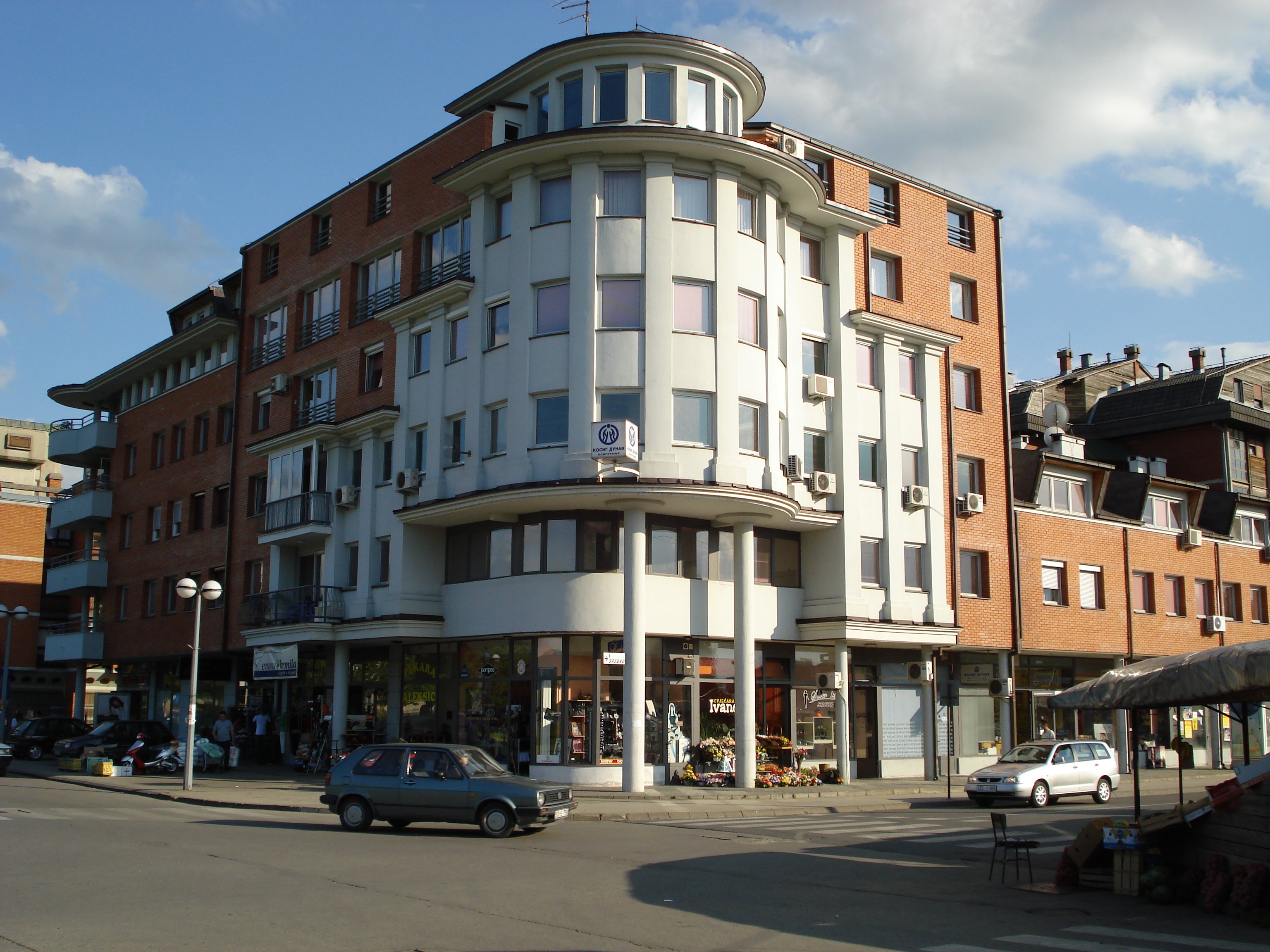
Gebäude in der Nähe des Marktes im Stadtteil Pećani

Die Industrialisierung auf dem Gebiet der Gemeinde Prijedor begann mit einer Sägemühle, die 1883 in der Nähe von Kozarac gegründet wurde. Daneben gab es hier den im austroungarischen Bosnien einzigen landwirtschaftlicher Verband und Geflügelbauernhof.
Zu den ersten Anfang des 20. Jahrhunderts gebauten Industriebetrieben gehört die Prva krajiška tvornica cigle i crijepa (Erste krainische Ziegelstein- und Dachziegel-Fabrik) sowie eine vom Händler Zarija Gašić gegründete Nahrungsmittel- und Geflügel-Exportfirma, die die erste dieser Art in Europa war. Auch entstand in Prijedor mit der Firma Ćetić die erste Plätzchenbäckerei in Bosnien. Nach dem Zweiten Weltkrieg erhielt sie den Namen „Mira Cikota“. Diese Firma ist auch heute eine der größten Fabriken für Süßigkeiten im Land.

## Verkehr

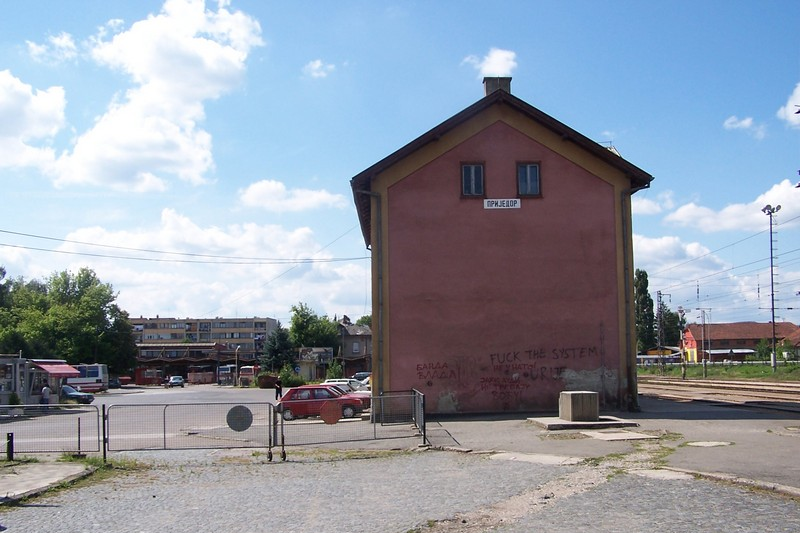
Bahnhof und Busbahnhof (links)

Prijedor liegt an der von Novi Grad nach Banja Luka führenden bosnischen Magistralstraße 4, die entlang des Flusses Sana führt.
Die Stadt wurde bereits 1873 mit der Bahnstrecke Banja Luka–Dobrljin, der ersten Bahnlinie Bosniens und Herzegowinas, an das Eisenbahnnetz angeschlossen. Bis 1975 war sie zudem Ausgangspunkt der schmalspurigen Steinbeisbahn nach Lička Kaldrma und Jajce. Infolge der Kriegseinwirkungen wurde der Eisenbahnverkehr 1992 unterbrochen. Seit 2001 gibt es wieder eine Bahnverbindung von Zagreb über Prijedor–Omarska nach Banja Luka und über Doboj weiter nach Sarajevo. Außerdem fahren Züge nach Bihać.
Darüber hinaus gibt es ein gut ausgebautes Busnetz, das auch einige internationale Verbindungen, so beispielsweise nach Deutschland, umfasst.

## Kultur
Die wichtigste kulturellen Einrichtungen in der Stadt und der Gemeinde sind das Kozaragebirgsmuseum, die Stadtbibliothek „Kyrill und Method“, das Stadttheater sowie der kulturell-künstlerische Mladen-Stojanović-Verein, der vor einem Jahrhundert als serbisches Gesangsensemble „Vila“ gegründet wurde.

### Sehenswürdigkeiten

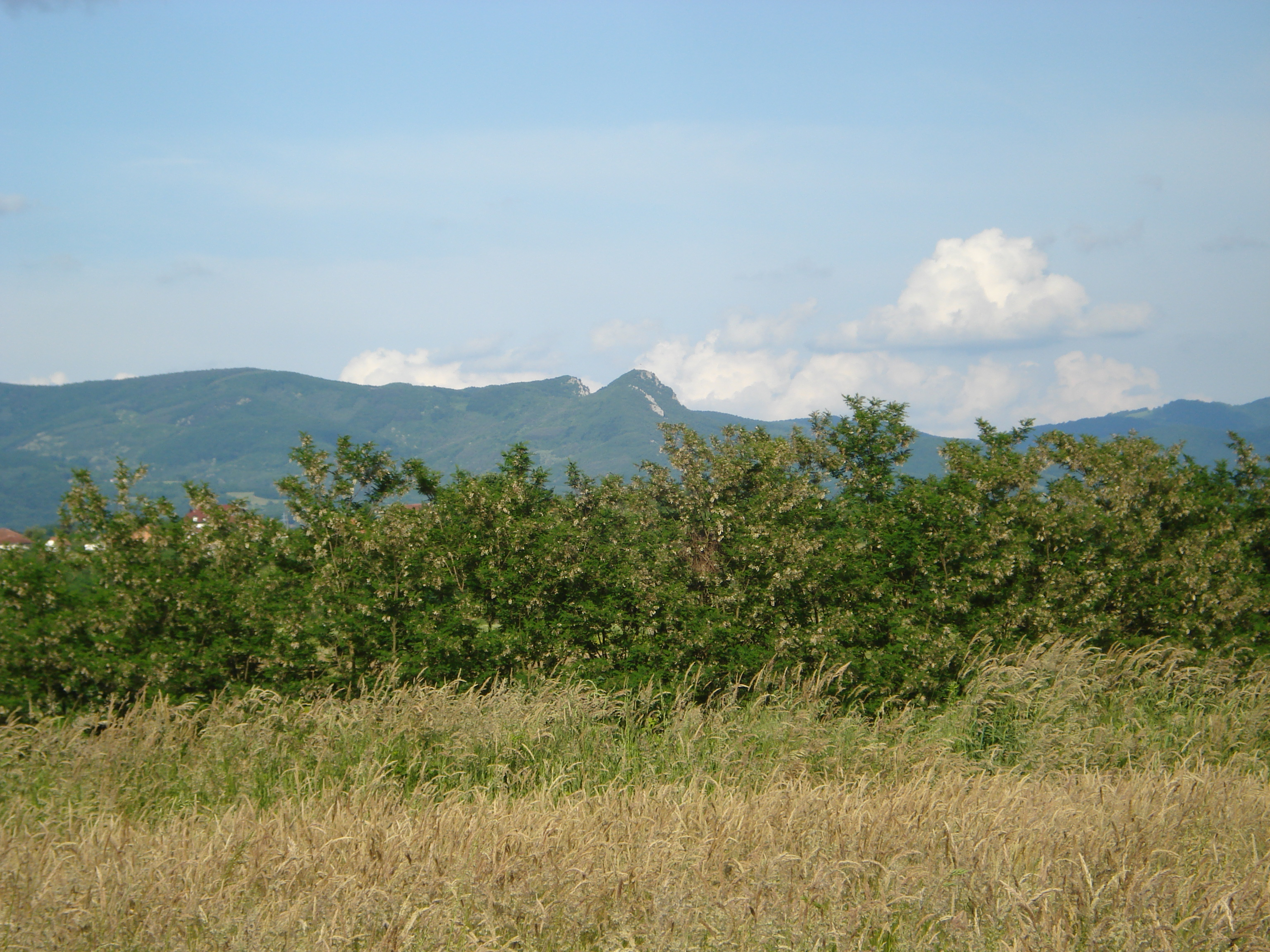
Kozarački Kamen (659 m)

Die Stadt verfügt über eine Vielzahl alter Kirchen. Zu Beginn der 1990er Jahre wurde im Bosnienkrieg mehrere katholische Kirchen und das Gros der Moscheen zerstört. Nach dem Krieg wurden viele von ihnen wieder aufgebaut bzw. renoviert.
In der Umgebung ist besonders das Kozara-Gebirge mit einem Nationalpark als Ausflugsgebiet erwähnenswert. Auf dessen Gipfeln Mrakovica (804 m) und Patrija, befinden sich Denkmäler für die Opfer des Zweiten Weltkrieges. Daneben sind noch die Klöster Moštanica aus dem 12. Jahrhundert sowie Klisina von Bedeutung.

### Sport
Erste Aufzeichnungen über sportliche Aktivitäten in Prijedor gibt es aus dem 19. Jahrhundert. Die Gesellschaft der Leibeserziehung wurde im Jahre 1907 unter der Bezeichnung Sokol gegründet.
Prijedors älteste Sportvereine sind der Tennisverein, gegründet im Jahre 1914 und der Fußballverein „Prijedor“, gegründet im Jahre 1919.
Der lokale Fußballverein FK Rudar Prijedor spielte von 2009 bis 2015 in der Premijer Liga, der höchsten Spielklasse in Bosnien und Herzegowina. Aktuell ist der Verein in der Prva Liga RS aktiv.

## Galerie

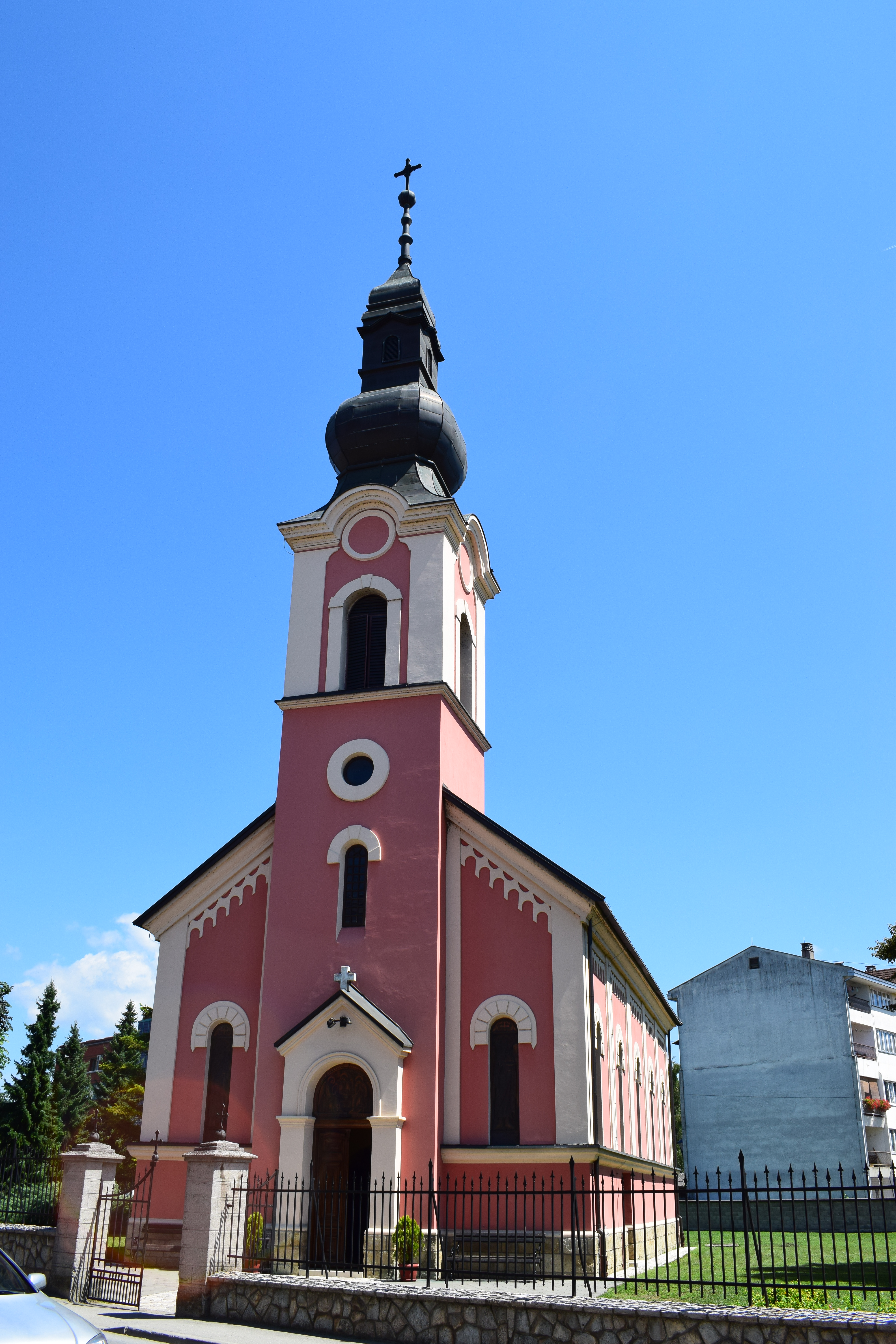
Die Serbisch-orthodoxe Dreifaltigkeitskirche
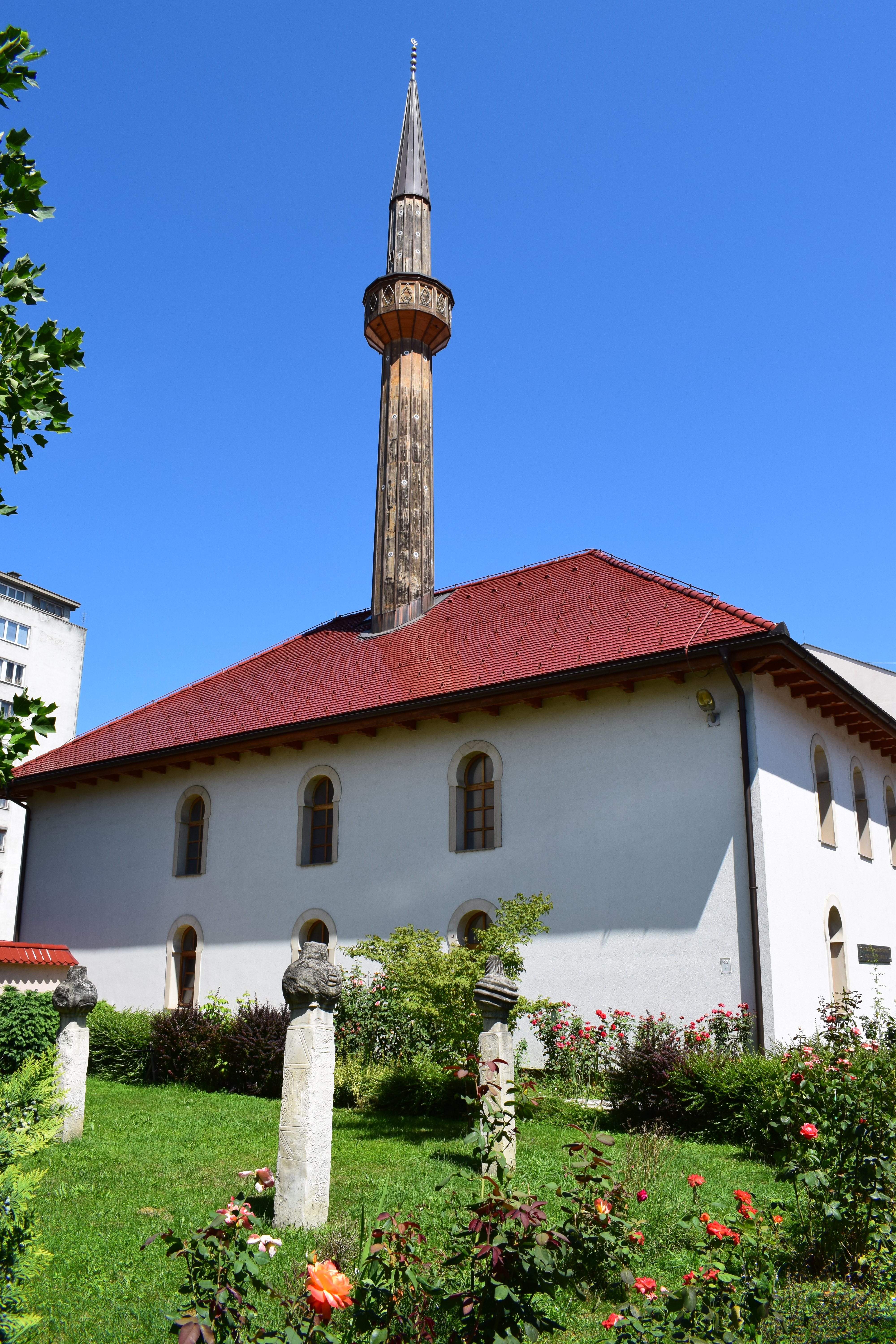
Die Moschee Čaršijska džamija
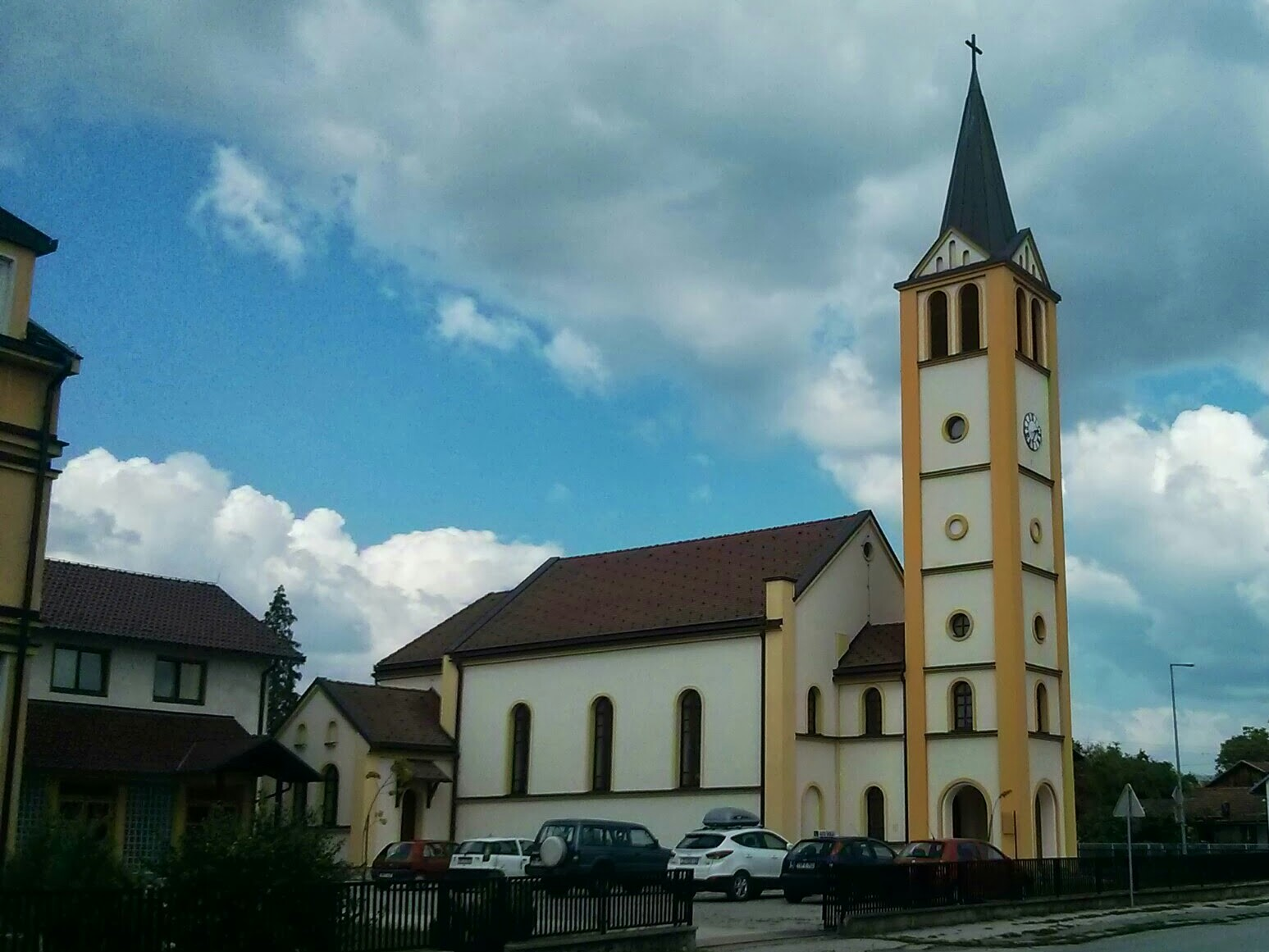
Die römisch-katholische Kirche St. Josef
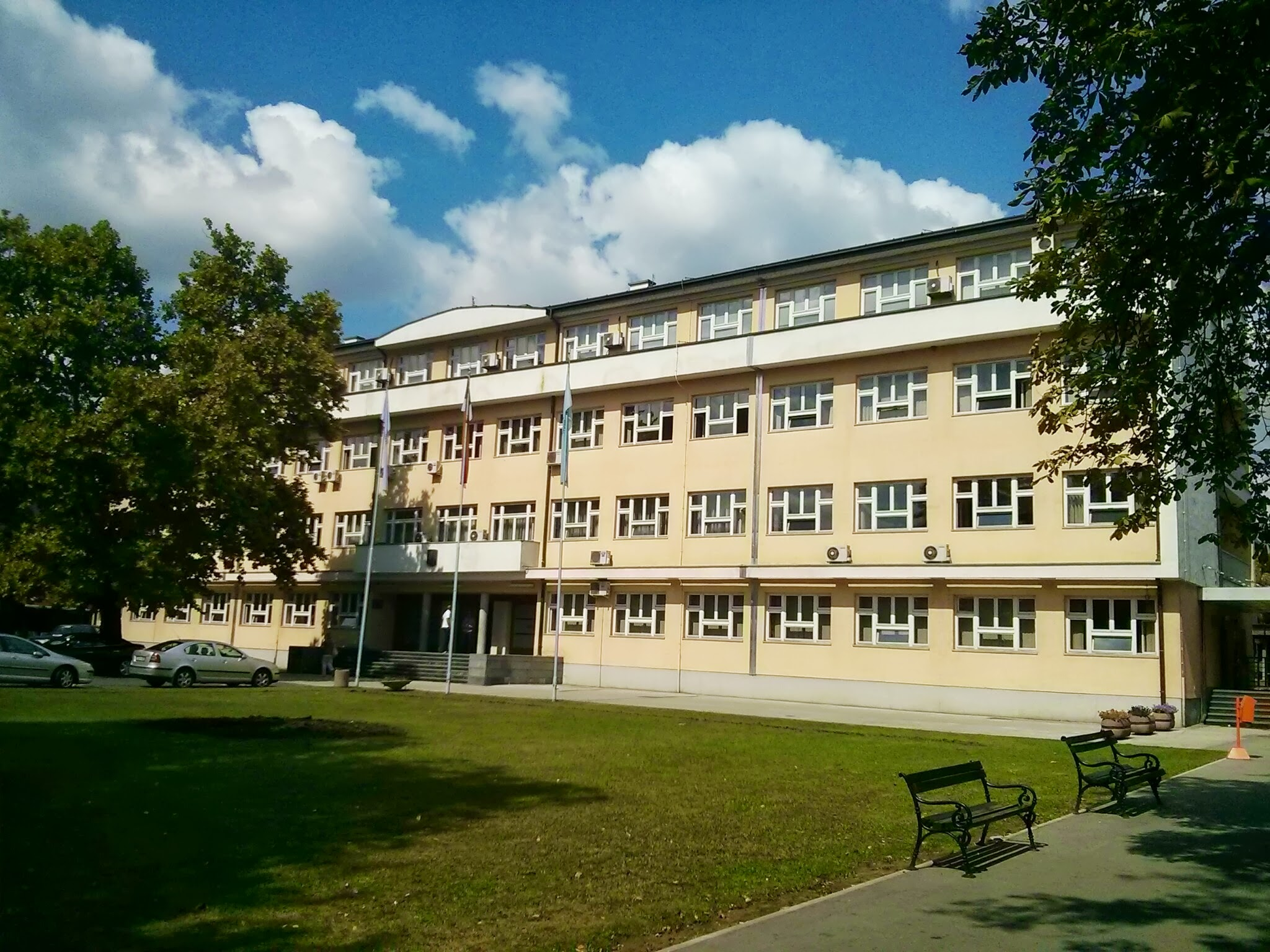
Rathaus der Stadt
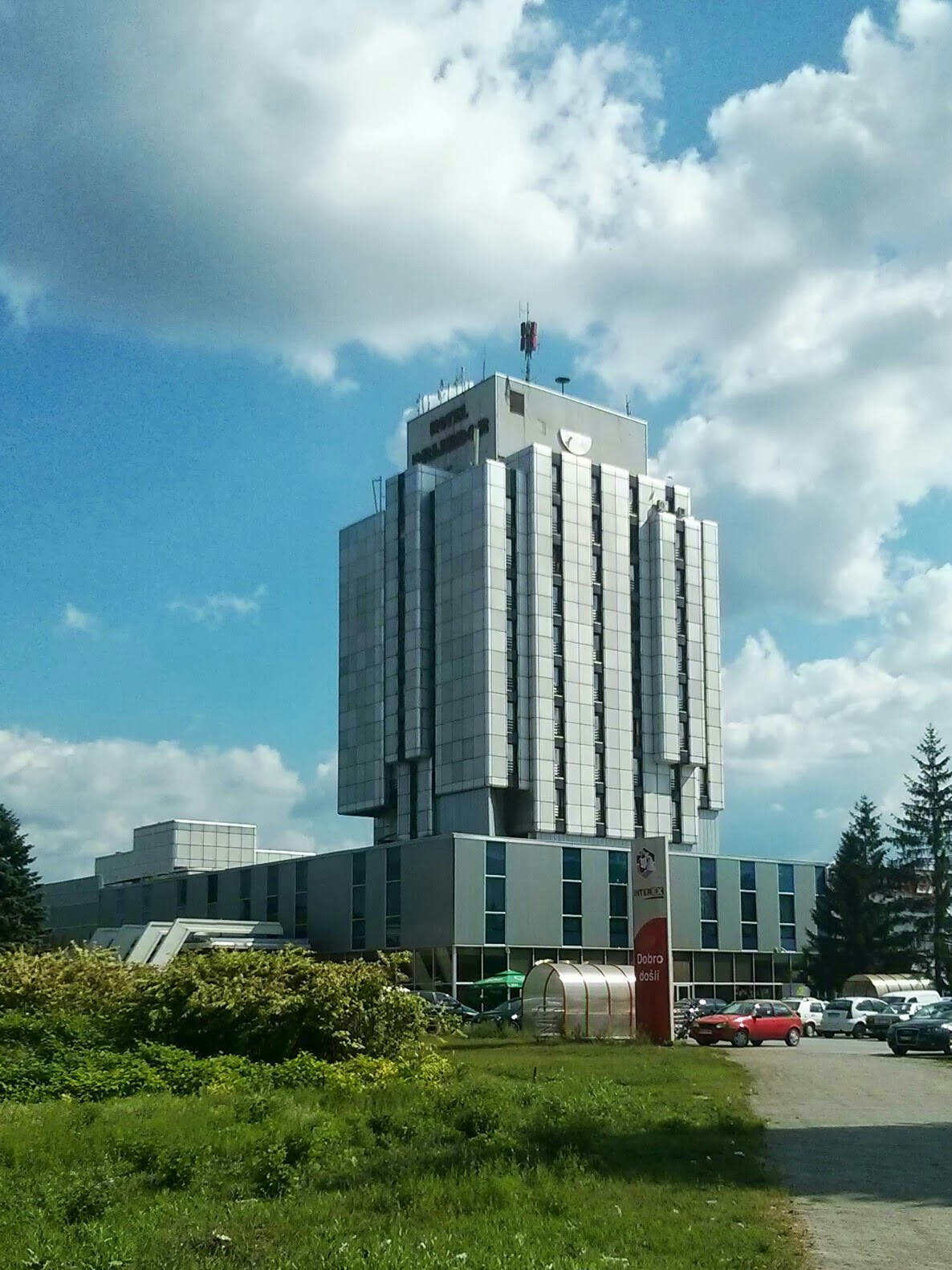
Das Hotel Prijedor
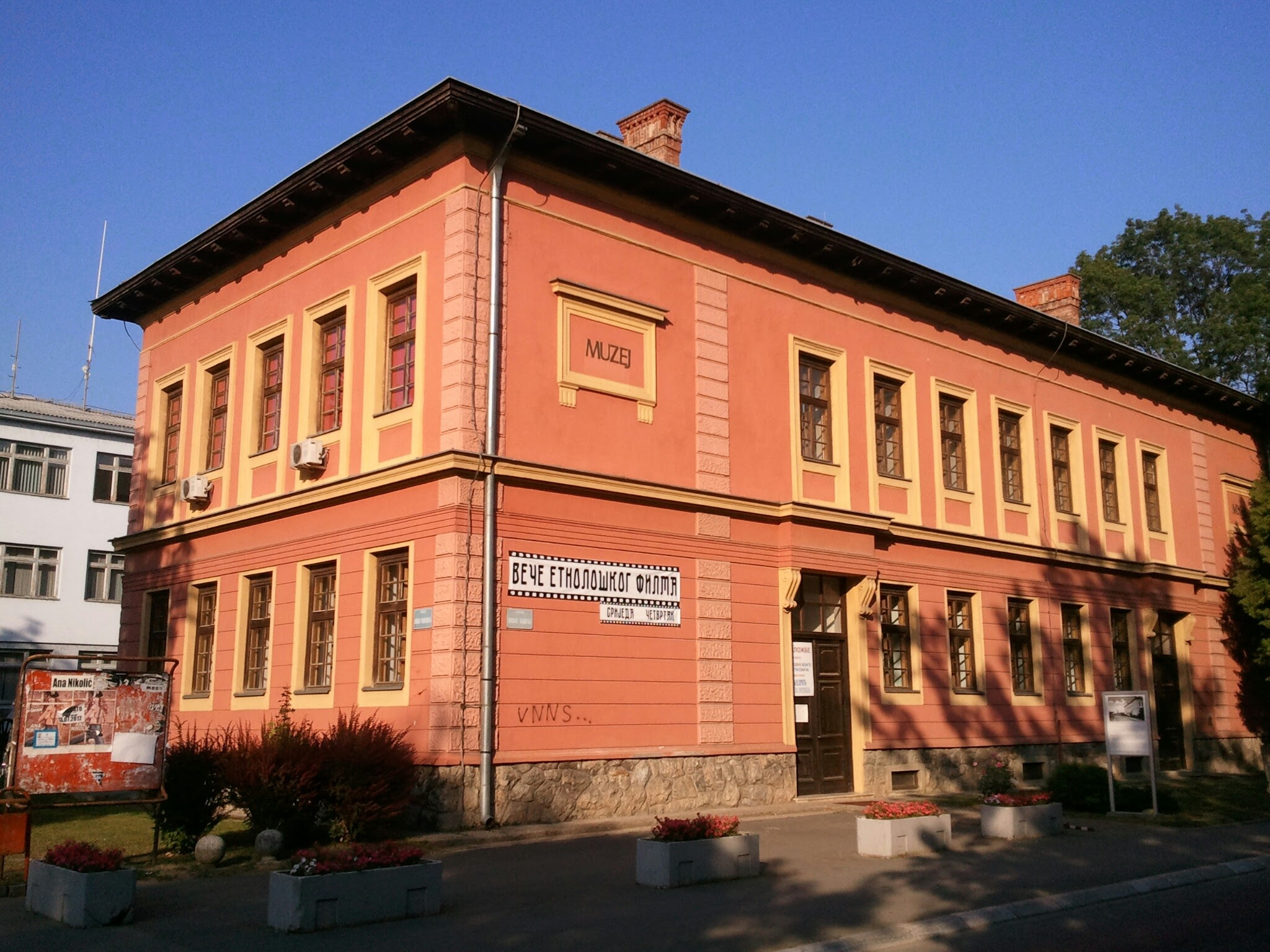
Museum der Stadt

## Persönlichkeiten
- Nebojša Popović (* 1947), Handballspieler
- Zlatan Arnautović (* 1956), Handballspieler
- Nasko Budimlić (* 1960), Musiker, Schlagzeuger der Band Divlje Jagode
- Fritz Czermak (1894–1966), deutscher Politiker
- Dalibor Dragić (* 1972), Fußballspieler
- Nebojša Grahovac (* 1984), Handballspieler
- Idriz Hošić (* 1944), Fußballspieler
- Josip Iličić (* 1988), Fußballspieler
- Miloš Kos (* 2002), bosnisch-serbischer Handballspieler
- Halid Muslimović (* 1961), Folk & Pop-Sänger
- Duško Tadić (* 1955), Politiker und Kriegsverbrecher